# Viccrobot (South Park)
A Viccrobot (eredeti címén: Funnybot) a South Park című amerikai animációs sorozat 211. része (a 15. évad 2. epizódja). Elsőként 2011. május 4-én sugározták az Egyesült Államokban a Comedy Central műsorán. Magyarországon 2011. december 20-án szintén a Comedy Central mutatta be.
Az epizód a The Comedy Awards paródiája, ezen belül Tyler Perry humoristáé, valamint a "Ki vagy, doki?" című sorozat Dalekjeivel, Oszama bin Laden halálával, és a németek rossz humorával is viccel.

## Cselekmény
Jimmy a házigazdája az általános iskola első éves humordíjátadójának. Kiosztanak több díjat is, köztük a legkevésbé vicces nép díját kapják a németek, a Kathy Griffin-díjat (amit az kap minden évben, akiről a legvalószínűbb, hogy át is veszi) pedig a humorista Tyler Perry. Az egyetlen ember, aki nevet a poénjain, az Token, aki miatt ott is marad velük az iskolában, mert Token minden poén után pénzt ad neki. Amikor a németek megtudják, hogy ők lettek a legkevésébé vicces nép, a németek bejelentik, hogy büntetésük gyors és kegyetlen lesz. Túszul ejtik a diákokat és bemutatják XJ-212-t, a Viccrobotot, amivel be akarják bizonyítani a világnak, hogy ők igenis viccesek. A robot vicceket mesél robotikus hangon, és a poénjait a "Cikiǃ" felkiáltással kíséri. Ezután arra kényszerítik a diákokat, hogy szavazzanak újra.
Viccrobot hamarosan igazi sztár lesz, ami több humoristát is feldühít, többek közt Adam Sandlert és Jay Lenót, mert féltik a megélhetésüket. Ezért aztán eldöntik, hogy ők is lerohanják az iskolát, és arra akarják kényszeríteni a diákokat, hogy állítsák le a robotot. Jimmy, Stan, Kyle és Cartman vállalják a feladatot, ami nehezebbé válik, mert Viccrobot egyre vészjóslóbban viselkedik. Egy stand up műsor során felfedi, hogy a testébe két gépágyú van szerelve, és tömeggyilkosságot rendez. Furcsa módon a tömeg ezt is rendkívül viccesnek találja.
A fiúk bejutnak Viccrobothoz, aki felfedi, hogy az a terve, hogy elpusztítja az egész világot a legvégső viccel – ami igazából nem is vicc, mert ki akarja irtani a Föld összes biológiai életformáját ("a vicc matematikailag előkészítésből és csattanóból állt, manapság ez előkészítés, csattanó, majd Cikiǃ Semmi sem cikibb Viccrobot alkotójának elpusztításánál."). Rákapcsolódik az USA és Oroszország katonai hálózatára, a srácok pedig hiába próbálják leválasztani, mert védőfallal veszi magát körbe. Kyle rájön, hogy egy logikai hurokkal ki lehetne őt készíteni, ennek hatására Jimmy átad neki egy díjat. Ez összezavarja Viccrobotot, mert aki elfogad egy ilyen díjat, az komolyan veszi a humort, ami nem vicces. A logikai baki tönkreteszi Viccrobot áramköreit.
Ezután a kép egy roncstelepre vált, ahol a németek, a srácok, a humoristák és Barack Obama egy hatalmas gödör mellett állnak. Egy fadobozt három masszív fémdobozba zárnak, majd az egészet a gödörbe temetik. De nem Viccrobotot ássák el, mert ő hirtelen megjelenik és megköszöni, hogy megtanulhatta, hogy a humor és a logika nem fér össze, és hogy a humor az embereké. A gödörből hang hallatszik, és ebből egyértelművé válik, hogy Tyler Perryt temették el. Jimmy az epizód végén közli, hogy megtanulta a leckét, és hogy jövőre nem lesz semmiféle humorista díjátadó. Cartman erre vészjóslóan a kamerába néz és megkérdeziː vagy mégis lesz?

## Popkulturális utalások
Az epizód első fele a The Comedy Awards díjátadót figurázza ki. Viccrobot külseje sok szempontból emlékeztet a "Ki vagy, doki?" című sorozat Dalekjeire.
Több utalás is van Oszama bin Laden halálára, amit az epizód vetítése előtt három nappal jelentettek be. Amikor a rajzfilmben Barack Obama beszédet intéz a néphez Viccrobot pusztításával kapcsolatosan, azt pontosan ugyanonnan teszi, ahonnét a való életben bin Laden halálát jelentette be. Hasonlóképpen, szóról szóra ugyanazt mondja a roncstelepen is, amikor az emberiségre leselkedő legnagyobb veszély kiiktatásáról beszél, mint bin Laden halálakor a való életben.
Amikor a fiúk megpróbálják megállítani Viccrobotot, a falon az "Egy pasi – meg egy kicsi" plakátja látható, ami egy utalás arra, hogy Charlie Sheen nem sokkal azelőtt hagyta ott a sorozatot.

## Fordítás
- Ez a szócikk részben vagy egészben  a   Funnybot című angol Wikipédia-szócikk ezen változatának fordításán alapul.  Az eredeti cikk szerkesztőit annak laptörténete sorolja fel. Ez a jelzés csupán a megfogalmazás eredetét és a szerzői jogokat jelzi, nem szolgál a cikkben szereplő információk forrásmegjelöléseként.| - m - v - sz South Park Tizenötödik évad (2011)                                                                                                                                                                                                                                                                      | - m - v - sz South Park Tizenötödik évad (2011) |
| --- | ----------------------------------------------- |
| - 1501 – Százlábú iPad - 1502 – Viccrobot - 1503 – Királyi puding - 1504 – T.S.I. - 1505 – Crackesbaba-labda - 1506 – City Szusi - 1507 – Öregszünk - 1508 – Farburger - 1509 – Az utolsó Mehikán - 1510 – Süldő süllők - 1511 – Broadway gané - 1512 – 1% - 1513 – History Channel hálaadás - 1514 – A csóró gyerek |                                                 |